# Un coup d'État
Un coup d’État est une nouvelle de Guy de Maupassant, parue en 1883.

## Historique
Un coup d’État est une nouvelle publiée pour la première fois dans le recueil Clair de lune en 1883.

## Résumé
Lors de la guerre franco-allemande de 1870, après le désastre de la bataille de Sedan, une bourgade normande vit au rythme des nouvelles du front et de la Commune de Paris. Deux camps s’affrontent, celui du maire nommé par le préfet, un ancien légitimiste rallié à l’empire, et celui du docteur Massarel, un républicain franc-maçon.
Le docteur Massarel a levé une troupe d’une soixantaine de paysans qu’il fait défiler armés dans les rues, et tout spécialement devant la mairie.
Lorsqu’il apprend que l’empereur est fait prisonnier et que la république est proclamée, il fait battre le tambour, le curé ayant refusé de sonner le tocsin, et réunir sa troupe pour aller déloger le maire. S’ensuit une farce ou le manque de courage des uns n’a d’égale que l’obstination des autres sous l’œil indifférent de la foule. Enfin, le maire quitte la mairie : il ne veut pas servir la république. Le docteur triomphe, mais cela n’intéresse personne. Il rentre dans son cabinet où les patients l’attendent.

## Éditions
- Un coup d’État, Maupassant, contes et nouvelles, texte établi et annoté par Louis Forestier, Bibliothèque de la Pléiade, éditions Gallimard, 1974  (ISBN 978 2 07 010805 3).